# 險路勿近
是一部2007年的美國新西部犯罪驚悚電影，由科恩兄弟執導，剧情改編自戈馬克·麥卡錫的2005年同名小說《險路》。电影由湯米·李·瓊斯、佐斯·布連、哈維爾·巴登等人領銜主演，本片描述在1980年代的德州西部，因為邪惡入侵了平靜城鎮而導致的一場貓捉老鼠的五人追逐。
《險路勿近》獲得相當高度的評價，共獲得4項奧斯卡金像獎，包括最佳影片、最佳改編劇本、最佳男配角和最佳導演，其中获得最佳男配角的哈維爾·巴登更由此成为西班牙第一位奥斯卡金像奖得主。

## 剧情
在1980年7月，德克萨斯州西部一个开阔荒凉的地带。当地老警长贝尔（Bell）讲述了一个故事，表示随着时代变迁，该地区变得越来越暴力了。随着他的旁白结束，一个反社会的杀手安东·奇哥被一名警员拘捕并押上警车。被带到警局后奇哥用手拷勒死了正在向警长报告案情的警员，然后偷走警车逃跑。奇哥（Chigurh）在公路上用氣筒槍（他最出名的武器，后来常用来开锁）杀死了一名男子，并换驾了那名男子的福特牌轿车。
与此同时，摩斯（Moss）在格兰德（Rio Grande）河边猎鹿，偶然发现了几具尸体和一个垂死的墨西哥人，这显然是一个毒品交易失败的现场。随后他在附近又找到了一个装有200万美元的皮箱。摩斯带着钱回家了，没有管那个垂死的人。但在当晚摩斯受到良心的谴责，决定回去给那个墨西哥人送水。然而在那里被返回的墨西哥歹徒发现并遭到追杀，摩斯九死一生的逃脱了，但他的车留在了现场。第二天早上，墨西哥人和奇哥透过他车上的标牌知道了他的姓名和住址。而且贝尔也知道这辆车是摩斯的。
摩斯返回到他的房车（停在“沙漠空气”旅馆），让妻子金（Jean）乘长途汽车躲到位于敖德薩的娘家，自己则逃到了德尔里奥（Del Rio）。奇哥受到美国毒品公司的雇佣去找到钱箱。他来到了摩斯的房车，用汽筒枪冲开车门进去，但他只找到了从门缝里塞进来的电话账单。晚上，奇哥从两个美国雇主那得到了信号接收器，随后杀死了他们。奇哥利用接收器跟踪摩斯，开车追到德尔里奥的瑞歌（Regal）汽车旅馆。摩斯逃到德尔里奥后就住在这里，钱箱藏在房间的通风管道里。当摩斯晚上回到旅馆后发现人有进去过，断定很有可能还在屋子里等他回来。因此他没有进去，而是租下了通风管道与之相通的隔壁房间，用自制的长杆把钱箱从通风管道中钩出并逃掉了。与此同时，奇哥冲进了那间房，杀死了三名埋伏在里面的墨西哥人。奇哥四处寻找钱箱，后来注意到了通风口。他用硬币卸下镙丝，拆开挡板，但当他看到里面的箱子移動過的痕跡后,便意识到摩斯已经拿着钱箱逃跑了。奇哥再次利用接收器，追踪摩斯到位于鹰峰（Eagle Pass）的一个边境线附近的旅馆。当晚摩斯徹夜未眠,想不透為何殺手會追蹤到自己到汔車旅館的位置,打開钱箱檢查後发现,一個信号发射器夹在一叠钱中。與此同時，奇哥殺到了，用汽筒枪开门时门锁击中了端枪坐在床上等待奇哥的摩斯，摩斯因此受了重伤。之后他们发生了激烈的交火，战场又转移到了街道上。结果摩斯用計殺退了奇哥，負傷的自己則被迫步行穿越边境（其间，他把钱箱扔到了栏杆外），并在一伙墨西哥乐手的帮助下住进一家医院治疗。奇哥则因交火时大腿被霰弹枪击中而行动不便。之后奇哥引爆了药店外的一辆轿车吸引人们的注意力，在药店里偷了药和注射器为自己疗伤。
在墨西哥医院，另一个被美国毒品公司雇佣的杀手威尔士（Wells）找到了摩斯。威尔士的任务是阻止奇哥并设法找到钱。威尔士想和摩斯做交易，自己保护摩斯的生命，條件是讓他把錢箱交出來，不過也會讓他得到一部分的钱。然而，摩斯拒绝了他的条件。威尔士回到旅馆时奇哥正在等他，在和奇哥探讨了一番命运问题后被奇哥枪杀了。奇哥在威尔士的房间接到了摩斯打来的电话。奇哥提出条件：如果摩斯把钱交出来就不会杀他的妻子，但摩斯无论怎样都得死。摩斯愤怒的拒绝了，计划取回钱箱并在鹰峰密秘约见妻子金，想让她带着钱离开这危险境地。这中间有一段插曲，奇哥去美国毒品公司那里枪杀了他的老板，理由是老板把別的接收器给了墨西哥人，讓自己感到不被信任。
金担心她的丈夫摩斯的安全，于是把约见的地点告诉了老警长贝尔，希望能得到保护。在金和母亲一起前往敖德萨长途车站的路上（准备乘长途车前往厄尔帕索）被墨西哥人跟踪，之后在车站外，她的母亲无意间将约见的地址透露给了墨西哥人。墨西哥人根据地点信息找到了摩斯在鹰峰住下的沙漠之沙（Desert Sands）汽车旅馆。在老警长赶到时，摩斯和墨西哥人已经在旅馆前发生了一场激烈混乱的枪战，摩斯被射杀。他的妻子金在一小时后抵达了旅馆，得知丈夫身亡的消息。贝尔在与当地警长用过晚餐后，返回到已经平静下来的汽车旅馆，却发现摩斯房间的锁已经被冲开了。奇哥当时正站在门的另一侧并透过空锁孔的反射观察老警长。贝尔猶豫了好一段時間，決定拨出手枪冒死进入房间，但這時候奇哥已經跳窗逃之夭夭。他跨过摩斯被杀死的地方，並注意到通风口盖板已经用硬币拆开了，揭示被摩斯藏在通风管道的钱箱，最後還是被奇哥拿走了，而贝尔最终没有遇到奇哥。几天后，贝尔去看望了他的叔叔埃利斯,他是一个老警官，被歹徒枪击而残疾。贝尔说他厌倦了正在改变的时代，准备退休，但埃利斯指出当地的暴力犯罪越来越多。贝尔还聊到令埃利斯截瘫的那个罪犯死在了监狱。最后埃利斯给贝尔讲述了贝尔父亲被杀死的过程。金参加完母亲的葬礼后回到家里，发现奇哥正在等她。奇哥告诉金他来这里的原因（回想摩斯之前没有答应奇哥的条件：交出钱就不杀金），然后奇哥给金一个猜硬币的机会，如果猜对就可以活下来。但是金拒绝猜硬币，理由是杀或者不杀最终是由奇哥决定。
奇哥随后离开了屋子，并驾车离去。金是否被杀没有交待，但奇哥从屋子里出来时曾抬起脚，看鞋底是否沾上血液。（联想到奇哥杀死威尔士后把脚翘到台子上以免沾上血液）当他驾车离开时，他被一辆闯红灯的轿车撞伤以致左臂骨折。虽然伤势严重，但还可以行动，于是他蹒跚到路边，向路过的小孩买了一件衬衫做成环，把受伤的左臂吊起，并在警察和急救到来前离开了。贝尔退休了，在和妻子共进早餐时聊到了他已故的父亲，然后说到他做过的两个梦。在第一个梦中他丢了钱，父亲又给了他100块钱；在第二个梦中他父亲在雪山上骑着马，从自己身边经过，拿着装在号角中的火炬，裹在一条毯子里并低着头……周围全是阴暗寒冷……。最后贝尔说：“然后，我醒了。”

## 角色
- 湯米·李·瓊斯 飾演貝爾警長（Sheriff Ed Tom Bell）
- 佐斯·布連 飾演羅倫·摩斯（Llewelyn Moss）
- 哈維爾·巴登 飾演安東·奇哥（Anton Chigurh）
- 伍迪·哈里遜 飾演卡森·威爾斯（Carson Wells）
- 凱莉·麥唐納 飾演卡拉·金·摩斯（Carla Jean Moss）

## 評價
《險路勿近》一片獲得影評人極高評價，在影評權威網站爛番茄（Rotten Tomatoes）當中，189篇的影評有94%給予正面評價。而在另一影評網站Metacritic當中，同樣獲得91分的高分。《險路勿近》同時也成為了年度奧斯卡金像獎的大熱門，最終獲得4項奧斯卡大獎。影片當中飾演殺手奇哥的男配角哈維爾·巴登的演技則最受稱道，他也同時獲得奧斯卡最佳男配角獎。
知名影評人羅傑·艾伯特盛讚本片為「柯恩兄弟至今執導過最棒的作品」，另評道：「時間、地點、角色、內心戲、人性與命運的掌握可謂大師之作。」，英國影評人大衛·史崔頓（David Stratton）和瑪格麗特·普蘭茲（Margaret Pomeranz）都給予本片五星級評價，《時代雜誌》影評人理查·柯林斯（Richard Corliss）也將本片列為他2007年最愛的十部電影榜榜首，他的同事理查·史柴寇（Richard Schickel）也將本片列為他最喜愛的第二名電影。其他影評人也都盛讚本片，包括：
- 「任何人看完本片都不會失望！」－史蒂芬·杭特（Stephen Hunter，《華盛頓郵報》[7]）
- 「讓你不想中途離席的電影。」－甘迺迪·杜倫（Kenneth Turan，《洛杉磯時報》）
- 「這部影片重現了柯恩兄弟自《冰血暴》來最棒的能力，而且同樣都帶著黑式幽默的冷血驚悚片。」
「超越希區考克式驚悚的影片。」－大衛·史崔頓（David Stratton，ABC[8])
- 「產生共鳴、融入其中的電影。」－瑪格麗特·普蘭茲（Margaret Pomeranz，ABC[8]）
- 「男配角哈維爾·巴登的演技最吸引人，《險路勿近》則是集結幽默、演技、驚悚於一身的荒漠電影。」－理查·柯林斯（《時代雜誌》[9]）

2023年，爛番茄滿25週年特別專題中，本片在該站名列「影評家選出過去25年的最佳電影」排行榜第11名。

## 獎項
《險路勿近》獲得多項影評人協會電影大獎肯定，同時被視為角逐奧斯卡金像獎最佳影片的大熱門，而最後本片也的確拿下了奧斯卡最佳影片獎等4項大獎，另外還有4項奧斯卡提名，包括最佳剪輯（羅德里克·傑恩斯）、最佳攝影（羅傑·狄金斯）、最佳音效剪輯以及最佳混音獎。
金球獎方面，《險路勿近》獲得了4項提名，最終獲得2項，為哈維爾·巴登奪得最佳男配角獎以及柯恩兄弟拿下最佳劇本獎，而另外2項提名則為最佳影片以及最佳導演獎。
英國電影學院獎方面，《險路勿近》總計獲得9項提名，並且拿下3項大獎，包括最佳導演、最佳男配角和最佳攝影，其他提名則包括最佳影片、最佳剪輯、最佳改編劇本、最佳混音、最佳男配角（湯米·李·瓊斯）和最佳女配角（凱莉·麥唐納）。
《險路勿近》除了拿下了影視演員協會獎最佳男配角和最佳演出獎外，同時獲得多項影評人協會頒佈年度最佳影片肯定，其中包括紐約影評人協會、多倫多影評人協會、華盛頓特區影評人協會、國家評論獎、紐約線上影評人協會、芝加哥影評人協會、波士頓影評人協會、奧斯汀影評人協會和聖地牙哥影評人協會等
。另外《險路勿近》也被美國電影學會列為2007年十大最佳影片之一。在影評網站IMDb上獲得8.1分，在前250名排行榜中列158名。

## 外部連結
- 互联网电影数据库（IMDb）上《險路勿近》的资料（英文）
- 開眼電影網上《險路勿近》的資料（繁體中文）
- 豆瓣电影上《老无所依》的資料 （简体中文）
- 时光网上《老无所依》的資料（简体中文）
- AllMovie上的资料（英文）
- 爛番茄上的資料（英文）
- Box Office Mojo上的資料（英文）
- TCM电影资料库上的资料（英文）
- Metacritic上的資料（英文）
- 《二百萬奪命奇案》在荷里活電影手冊（繁體中文）
- 原著作者Cormac McCarthy 小傳（英文）